# Markowce (gmina)
Markowce – dawna gmina wiejska w powiecie tłumackim województwa stanisławowskiego II Rzeczypospolitej. Siedzibą gminy były Markowce. Gmina została utworzona 1 sierpnia 1934 roku w ramach reformy na podstawie ustawy scaleniowej z dotychczasowych gmin wiejskich: Chomiakówka, Czarnołoźce, Lackie Szlacheckie, Markowce, Odaje pod Słobódką, Pohonia, Pszeniczniki i Słobódka pod Odajami.

## Historia
Gmina Markowce powstała w 1934 roku w wyniku reformy administracyjnej, która miała na celu scalenie mniejszych jednostek terytorialnych w większe i sprawniejsze gminy. W skład gminy weszło osiem miejscowości, które wcześniej funkcjonowały jako samodzielne gminy wiejskie. Gmina przestała istnieć w 1939 roku w wyniku wybuchu II wojny światowej i zmian granicznych. Po wojnie tereny gminy znalazły się w granicach ZSRR, a obecnie leżą na terytorium Ukrainy.

## Geografia
Gmina Markowce zajmowała obszar 106,97 km² i była położona w południowo-wschodniej części II Rzeczypospolitej, w województwie stanisławowskim. Teren gminy charakteryzował się pagórkowatym krajobrazem, typowym dla Pogórza Karpackiego. Gmina graniczyła z innymi gminami powiatu tłumackiego, a jej siedziba, Markowce, była centralnym punktem administracyjnym.

## Demografia
Według danych z 1931 roku gmina Markowce liczyła 10 502 mieszkańców, co dawało gęstość zaludnienia na poziomie 98,2 osób na km². Większość ludności stanowili Ukraińcy, Polacy i Żydzi, co odzwierciedlało wieloetniczny charakter regionu.

## Infrastruktura
Gmina Markowce posiadała podstawową infrastrukturę, w tym szkoły, kościoły i drogi lokalne. W miejscowości Markowce znajdował się urząd gminy, który zarządzał sprawami administracyjnymi i społecznymi na terenie gminy.

## Źródła
- Skorowidz gmin Rzeczypospolitej Polskiej
- Dz.U. z 1934 r. nr 69, poz. 664
- Archiwum Państwowe Ukrainy